# Tina Strobos
Tina Strobos, da nubile Tineke Buchter (Amsterdam, 19 maggio 1920 – Rye, New York, 27 febbraio 2012), è stata un medico e psichiatra olandese di Amsterdam, nota per la sua attività nella resistenza olandese durante la seconda guerra mondiale.
Mentre era una giovane studentessa di medicina, ha lavorato con sua madre e sua nonna per salvare più di 100 rifugiati ebrei come membro della resistenza olandese durante l'occupazione nazista dei Paesi Bassi. mise a disposizione la sua casa come nascondiglio per gli ebrei in fuga, utilizzando un compartimento segreto in soffitta e un sistema di campanelli d'allarme per tenerli al sicuro da improvvise incursioni della polizia. Inoltre, ha contrabbandato armi e radio per la resistenza e ha falsificato i passaporti per aiutare i rifugiati a fuggire dal paese. Nonostante sia stata arrestata e interrogata nove volte dalla Gestapo, non ha mai tradito l'ubicazione di un ebreo.
Dopo la guerra, completò la sua laurea in medicina e divenne psichiatra, studiando con Anna Freud in Inghilterra. In seguito, emigrò negli Stati Uniti per studiare psichiatria con una borsa di studio Fulbright, e successivamente si stabilì a New York. Si sposò due volte ed ebbe tre figli. Strobos ha costruito una carriera come psichiatra di famiglia, ricevendo la medaglia Elizabeth Blackwell nel 1998 per il suo lavoro medico e, infine, si è ritirata dalla pratica attiva nel 2009.
Nel 1989, Strobos è stata insignita del titolo di Giusto tra le Nazioni da Yad Vashem per la sua opera di soccorso. Nel 2009, è stata riconosciuta per i suoi sforzi dall'Holocaust and Human Rights Education Center di New York.

## Biografia

### Primi anni
Tina Strobos è nata il 19 maggio 1920 ad Amsterdam. I suoi genitori, Marie Schotte e Alphonse Buchter, erano atei socialisti e parlavano quattro lingue. Schotte sostenne il movimento pacifista delle donne. Il nonno materno di Strobos aveva fondato un movimento di libero pensiero, e sua nonna materna aveva fatto parte del movimento operaio alla fine del diciannovesimo secolo. La famiglia aveva una storia nell'offrire riparo a chi ne aveva bisogno: i genitori di Tina avevano precedentemente accolto rifugiati dei precedenti conflitti, mentre la nonna di Tina aveva dato rifugio ai rifugiati belgi durante la prima guerra mondiale.
Quando Tina aveva dieci anni, i suoi genitori divorziarono, continuò a vivere con sua madre. All'età di sedici anni, aveva scelto la sua strada: voleva diventare una psichiatra. All'università, iniziò a studiare medicina, ma i suoi studi furono interrotti dopo che la Germania invase i Paesi Bassi nel 1940.

### Famiglia e vita personale
Il primo marito di Tina fu Robert Strobos, un neurologo. Viaggiarono nelle Indie Occidentali nel 1947, dove Tina lavorò come psichiatra praticante per due anni. Dopo aver divorziato da Robert nel 1964, Tina Strobos in seguito sposò l'economista Walter Chudson nel 1967. Chudson era un ebreo americano che lavorava per le Nazioni Unite.  Strobos e Chudson si stabilirono a Larchmont, New York, e rimasero insieme fino alla sua morte nel 2002. Tina aveva due figli e una figlia dal primo matrimonio e due figliastri dal secondo matrimonio. I suoi due figli divennero medico e paramedico, mentre sua figlia divenne psicanalista. Al momento della sua morte, Tina Strobos aveva nove nipoti.

### Morte
Strobos è morta di cancro, all'età di 91 anni, il 27 febbraio 2012, a Rye.

## Attività nella resistenza olandese
Quando i tedeschi invasero i Paesi Bassi nel maggio 1940, Strobos viveva con sua madre e con la loro cameriera ad Amsterdam. Stava per compiere vent'anni. Agli studenti universitari fu ordinato di firmare un giuramento di lealtà a Hitler, ma Strobos ed i suoi compagni di classe si rifiutarono di firmare. La scuola di medicina fu successivamente chiusa e Strobos e molti altri studenti si unirono al movimento clandestino.

### Casa sicura e scompartimento segreto
Strobos iniziò il suo lavoro di salvataggio nascondendo la sua migliore amica, una ragazza ebrea di nome Tirtsah Van Amerongen. Anche l'amico di famiglia Henry Polack, scrittore socialista e leader sindacale, decise di nascondersi e la nonna di Strobos accettò di aiutarlo.

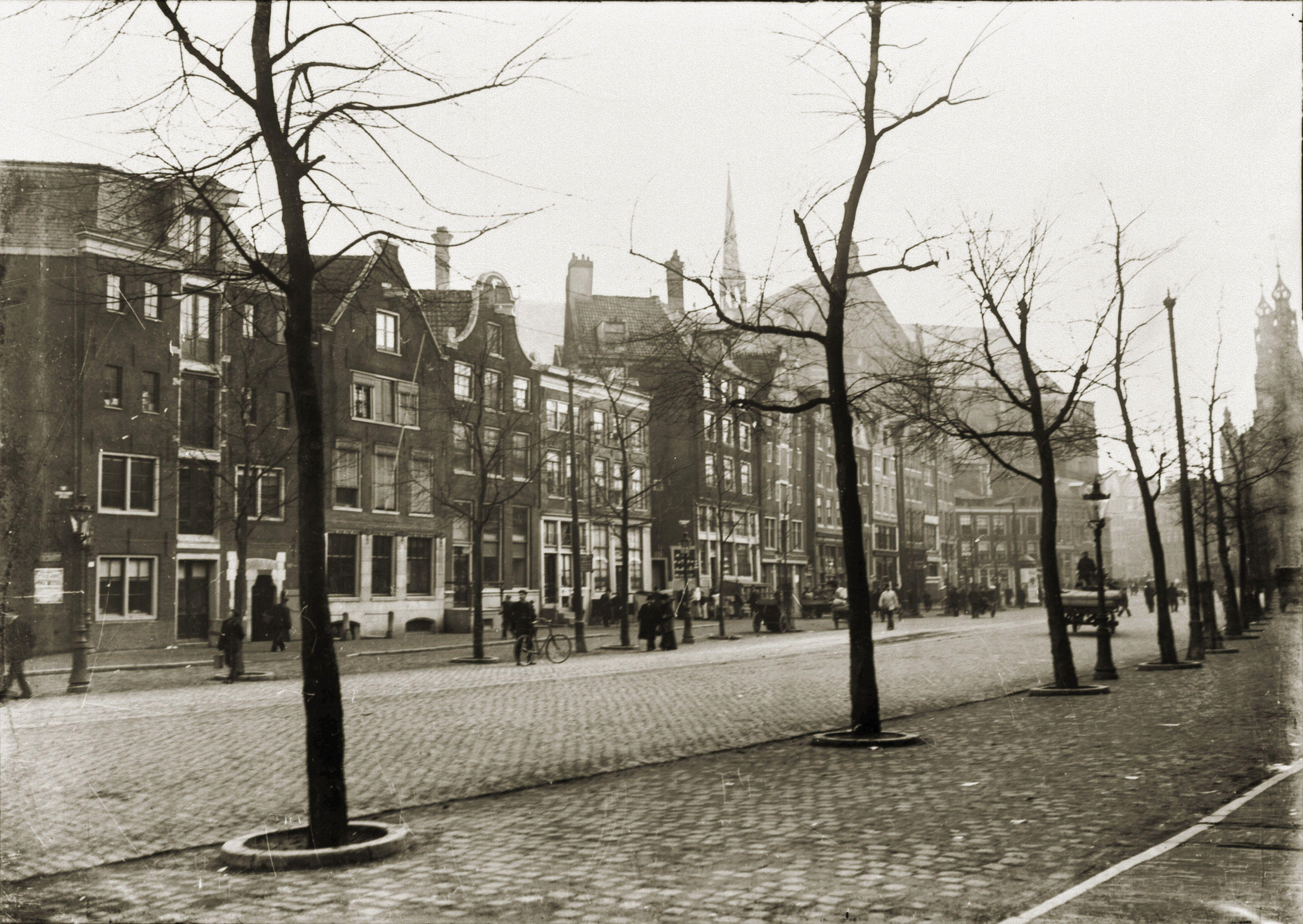
La via di Amsterdam Nieuwezijds Voorburgwal dove si trovava la casa di Strobos (foto c.1906–1910)

Lavorando con sua madre e sua nonna nel corso della guerra, Strobos salvò oltre 100 rifugiati ebrei nascondendoli, quattro o cinque alla volta, nella pensione di famiglia al 282 di Nieuwezijds Voorburgwal. In precedenza la casa era stata una scuola cittadina, ed aveva tre piani. Quando Strobos e sua madre iniziarono a nascondervi i profughi, un falegname della resistenza olandese arrivò a casa loro e costruì un piccolo nascondiglio in soffitta. Il vano segreto era situato all'interno di un timpano.  Sebbene la Gestapo abbia fatto irruzione nella casa otto volte, non hanno mai trovato questo scompartimento segreto. Strobos e sua madre avevano installato in casa un sistema di campanelli d'allarme, che usavano per avvertire i rifugiati ai piani superiori nel caso di visite inaspettate della Gestapo. Se gli ebrei non avevano tempo di nascondersi nello scompartimento segreto, potevano fuggire attraverso la finestra in un edificio adiacente. La famiglia era assistita anche da un anonimo alleato presso la sede della Gestapo, che a volte telefonava per avvertire di un imminente raid nazista. Non hanno mai saputo l'identità di questo alleato.
Sebbene alcuni ebrei rimasero a casa loro per periodi di tempo più lunghi, Strobos e sua madre usarono principalmente la loro casa come uno spazio sicuro temporaneo, ospitando gli ebrei per un breve periodo fino a quando non poterono essere trasferiti in un rifugio più sicuro. Alcuni rifugiati sono stati successivamente portati clandestinamente in Spagna o in Svizzera, o nelle campagne olandesi. Strobos e sua madre visitavano spesso le persone per le quali avevano organizzato nascondigli, pedalando per chilometri nella campagna, così da poter portare ai rifugiati isolati notizie e conversazioni preziose. Tra i rifugiati aiutati da Strobos c'era il pittore impressionista Martin Monnickendam, che dipinse il suo ritratto e glielo diede in dono: ha mantenuto il dipinto fino alla sua vecchiaia.
La residenza di Strobos era a soli dieci minuti a piedi dal nascondiglio di Anna Frank al 263 di Prinsengracht, Amsterdam. Sebbene Strobos non abbia mai incontrato la famiglia Frank, in seguito ha espresso la sua irritazione per il fatto che i Frank non avessero una via di fuga costruita tramite il loro rifugio: "Se avessi saputo che erano lì, li avrei fatti uscire dal paese."

### Interrogatori della Gestapo
Nel corso della guerra, Strobos fu arrestata ed interrogata dalla Gestapo nove volte. Durante uno di questi interrogatori, Strobos è stata afferrata per i polsi e lanciata contro un muro, e nell'occasione perse i sensi. Non tradì mai una sola volta dove si trovasse un ebreo. Per superare gli interrogatori in sicurezza, Strobos imparò alcune tecniche: ha sempre chiesto un interprete, pur avendo ottima padronanza del tedesco, per guadagnare tempo in più per ricomporsi. Quando un ufficiale nazista una volta ha commentato le sue gambe, Strobos ha preso più coraggio: "Ho capito che era solo un uomo ed era interessato alle mie gambe. Quindi questo mi ha dato un senso di potere. Sono diventata arrogante. Potevo dire 'Io non sapevo che fosse ebreo' in un modo più convincente".

### Abraham Pais

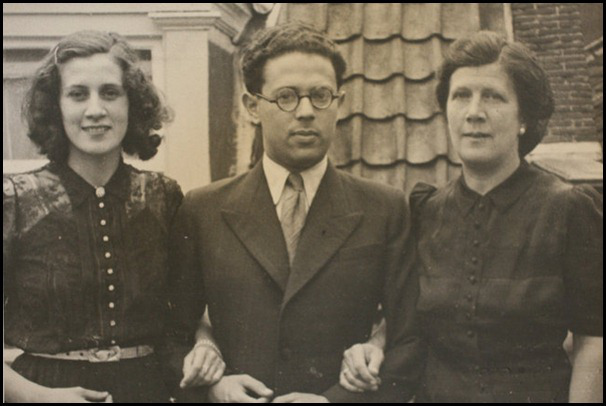
Tina Strobos (a sinistra), il suo fidanzato Abraham Pais e sua madre Marie Schotte, c. 1941

Durante i primi anni della guerra, Strobos era fidanzata con Abraham "Bram" Pais, un giovane fisico ebreo delle particelle. Lei e sua madre trovarono nascondigli per Pais e molti dei suoi parenti. Sebbene abbiano concluso il loro fidanzamento nel 1943, Strobos e Pais sono rimasti amici.
Nel febbraio 1945, Pais si nascondeva in un appartamento con tre amici ebrei: Tirtsah Van Amerongen, sua sorella Jeanne e il marito di Jeanne, Lion Nordheim. Sono stati traditi da una delle ex fidanzate di Pais e sono stati tutti arrestati. Quando Strobos ha appreso la notizia, ha trovato il funzionario della Gestapo in carica e lo ha convinto a lasciare liberi Tirtsah e Jeanne, ma non è stata in grado di fare lo stesso per Lion. Il salvataggio di Pais ha richiesto un piano più complicato. Strobos aveva in suo possesso una lettera del noto fisico Niels Bohr, che in precedenza aveva invitato Pais a venire a studiare con lui in Danimarca. Strobos portò questa lettera direttamente a un alto funzionario tedesco e gli chiese di liberare Pais, descrivendolo come "un giovane genio della fisica" che avrebbe continuato a fare grandi cose. Dopo aver effettuato alcune telefonate, il funzionario ha ordinato il rilascio di Pais. In seguito Pais divenne un noto fisico nucleare e biografo, registrando le storie di vita di Niels Bohr e Albert Einstein.

### Altre attività di resistenza
Strobos e sua madre nascosero anche membri chiave del movimento clandestino olandese, incluso il leader della resistenza Johan Brouwer. Il gruppo clandestino di Brouwer, Binnenlandse Strydkrachten, svolse attività militanti come il contrabbando di armi e la costruzione di bombe. All'inizio della sua attività per la resistenza olandese, Strobos contrabbandava armi, radio ed esplosivi, viaggiando facendo da spola anche per diversi chilometri con la consegna nascosta nel cestino della bicicletta. Portava notizie e tessere annonarie agli ebrei che si nascondevano nelle fattorie fuori città, oltre alle radio ed alle armi da fuoco per la resistenza olandese. A volte Strobos nascondeva grandi scatole di pistole in casa sua. Poiché il movimento di resistenza divenne sempre più violento, Strobos spostò la sua attenzione nell'aiuto agli ebrei per fuggire. Ha operato con la meno militante Landelyke Organizatie per trovare un riparo ai rifugiati e falsificare i passaporti.

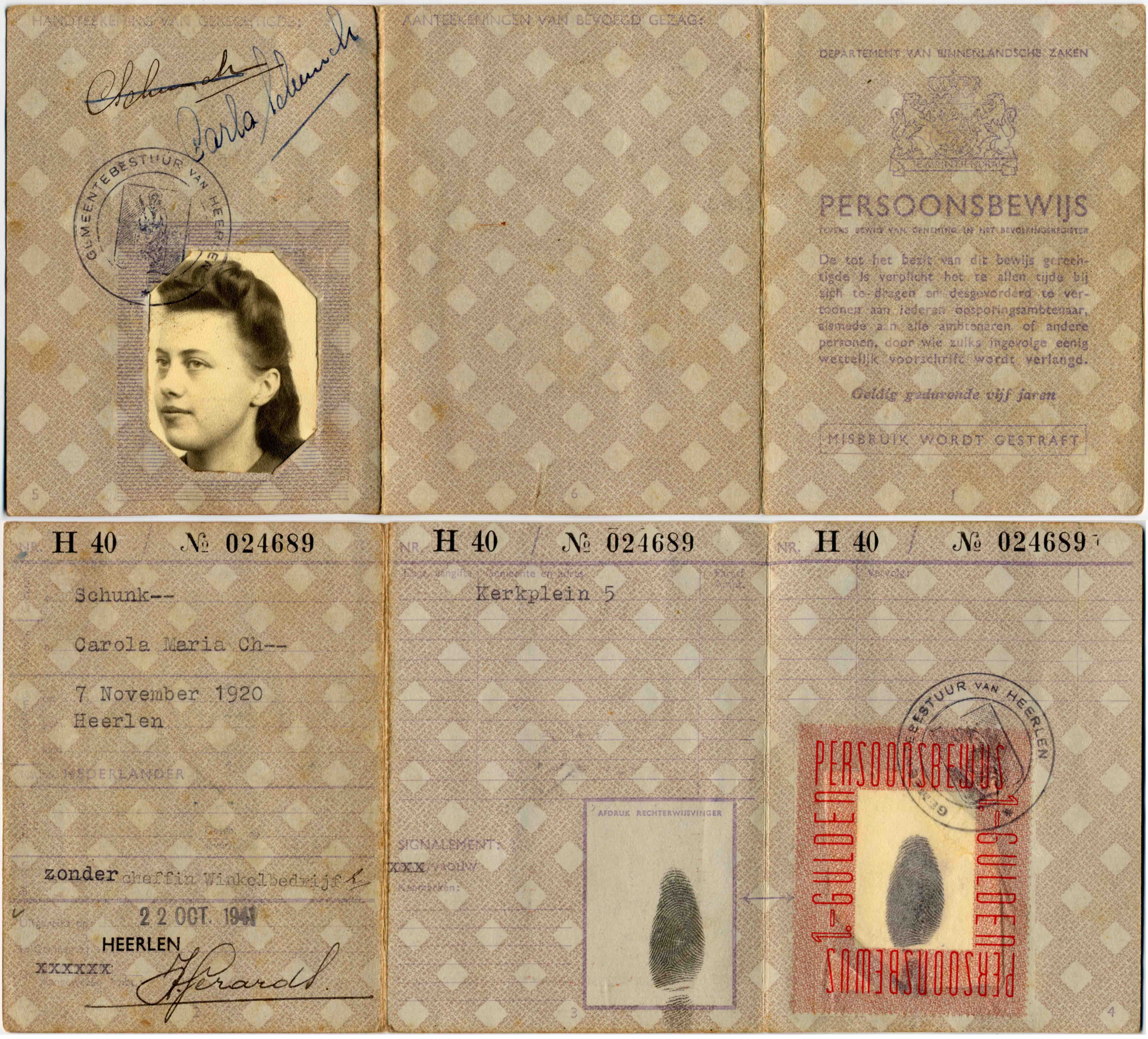
Un esempio di documenti di identità olandesi durante la seconda guerra mondiale

Per falsificare i documenti così da aiutare gli ebrei a fuggire dal paese, Strobos ha rubato le carte d'identità a persone non ebree, e ne ha sostituito le foto e le impronte digitali con quelle dei suoi rifugiati ebrei. A volte ricorreva ad altre misure per ottenere i documenti di cui aveva bisogno: Strobos chiese ai borseggiatori di rubare le carte d'identità ai viaggiatori nelle stazioni ferroviarie, e nel 1941 rubò i passaporti dalle tasche del cappotto degli ospiti al funerale di sua zia.
La nonna materna di Strobos, Marie Schotte Abrahams, aveva un trasmettitore radio nascosto in casa sua, che veniva usato per inviare messaggi codificati dalla resistenza olandese alla BBC in Gran Bretagna. Ha conservato questa radio nonostante il fatto che i tedeschi avessero istituito la pena di morte per qualsiasi cittadino olandese colpevole di aver nascosto apparecchiature radio. In un'occasione, quando un nazista visitò la casa di Abrahams e cercò di interrogarla, ella gli afferrò il braccio, lo guardò negli occhi e gli chiese: "Non ti ho visto rubare un tappeto persiano dall'appartamento dei vicini Mendlessohn qualche sera fa?" L'ufficiale nazista raccolse le sue cose e se ne andò in fretta. In seguito Strobos disse di sua nonna: "È l'unica persona che conosco che ha spaventato la Gestapo".
Nonostante la chiusura delle università, Strobos continuò a studiare medicina durante la guerra. A volte metteva a disposizione la sua casa come luogo di incontro per i corsi di medicina clandestini, ospitando fino a diciotto studenti ogni settimana. L'ospedale locale ha offerto l'opportunità a piccoli gruppi di studenti di studiare patologia. Stava facendo il suo esame di farmacologia in casa del suo professore nel maggio 1945, e fu interrotta quando l'esercito canadese arrivò per liberare ufficialmente i Paesi Bassi e tutti corsero fuori per guardare i carri armati e i soldati che attraversavano le porte della città.

## Carriera e onori del dopoguerra
Dopo la fine della guerra, Strobos conseguì la laurea in medicina presso l'Università di Amsterdam nel 1946 e studiò psichiatria a Londra, in Inghilterra, con Anna Freud. Durante gli anni '50, Strobos si recò a Valhalla, per intraprendere un corso in psichiatria e neurologia al Westchester Medical Center. Ha studiato psichiatria infantile con il sostegno di una borsa di studio Fulbright.
Strobos ha costruito una carriera come psichiatra di famiglia, con un'attenzione particolare al lavoro con i disabili mentali. Ha ricevuto la medaglia Elizabeth Blackwell per il suo lavoro come professionista medico nel 1998, e infine si è ritirata dalle attività nel 2009.
Nel 1989, Strobos e sua madre, Marie Schotte, furono ufficialmente riconosciute come Giusti tra le Nazioni da Yad Vashem. Nel 2009, Strobos è stata premiata per il suo lavoro di salvataggio dall'Holocaust and Human Rights Education Center di New York. Quando le è stato chiesto nelle interviste sul perché avesse rischiato la vita per salvare gli altri, Strobos ha dichiarato: "È la cosa giusta da fare... La tua coscienza ti dice di farlo. Io credo nell'eroismo, e quando sei giovane, vuoi fare cose pericolose."